# 1808 en littérature
| Années de la littérature : 1805 - 1806 - 1807 - 1808 - 1809 - 1810 - 1811    |
| Décennies de la littérature : 1770 - 1780 - 1790 - 1800 - 1810 - 1820 - 1830 |

Cet article présente les faits marquants de l'année 1808 en littérature.

## Événements
- 3 janvier : premier numéro de l’hebdomadaire The Examiner créé par les frères Leigh et John Hunt[1].

- Loi 8 sur le Musée national hongrois qui définit la Bibliothèque Széchényi comme bibliothèque nationale hongroise[2].
- Le Messager russe, périodique de Sergueï Glinka édité à Moscou (1808-1824)[3].

## Parutions
- Charles Nodier, Dictionnaire raisonné des onomatopées françaises, Paris, Demonville, imprimeur-libraire, 1808 (présentation en ligne).
- Johann Gottlieb Fichte, Reden an die deutsche Nation, Berlin, Realschulbuchhandlung, 1808 (présentation en ligne) (« Discours à la nation allemande »), où sont formulées les bases idéologiques du nationalisme allemand.
- Bartholomäus Kopitar, Grammatik der slavischen Sprache in Krain, Kärnten und Steyermark, W. H. Korn, 1808 (présentation en ligne) (« Grammaire de la langue slave en Carniole, Carinthie et Styrie  »), première grammaire slovène.
- Charles Lamb, Specimens of English dramatic poets who lived about the time of Shakespeare, London, Longman, 1808 (présentation en ligne) (« Spécimens des poètes dramatiques anglais au temps de Shakespeare »).

### Fictions
- Février : Heinrich von Kleist, Die Marquise von O... (présentation en ligne) (« La Marquise d'O... »), nouvelle publiée dans la revue littéraire de Dresde Phöbus (en).

- Walter Scott, Marmion : A Tale of Flodden Field, Edinburgh and London, Archibald Constable and Company ; William Miller, John Murray, 1808 (présentation en ligne), poème épique en deux volumes.
- Ludmila ou Lioudmila, ballade du poète russe Vassili Joukovski[4].

## Naissances
- 22 mai : Gérard de Nerval, écrivain, poète et traducteur français († 1855)
- 8 septembre : Wendela Hebbe (ou Vendela Hebbe), traductrice, journaliste, poète et romancière suédoise († 1899)
- 2 novembre : Jules Barbey d'Aurevilly, écrivain français († 1889)
- 24 novembre : Alphonse Karr, romancier et journaliste français († 1890)